# Félix Tshisekedi
Félix Antoine Tshisekedi Tshilombo (franskt uttal: [feligz ɑ̃twan tʃizək(ə)di tʃilɔ̃bo]), född 13 juni 1963 i Léopoldville (nuvarande Kinshasa), är ledare för Unionen för demokrati och social utveckling, det äldsta och största oppositionspartiet i Demokratiska republiken Kongo. Tshisekedi är sedan den 24 januari 2019 president i Demokratiska republiken Kongo.

## Uppväxt och utbildning
Tshisekedi föddes i Léopoldville den 13 juni 1963. Hans far var Étienne Tshisekedi, som tjänstgjorde som premiärminister i Zaire på 1990-talet. När hans far skapade UDPS i början av 1980-talet och offentligt motsatte sig Mobutu, var Félix tvungen att följa med sin dissidentiske far i husarrest i sin hemby i centrala Kasaï. År 1985 lät Mobutu Tshisekedis familj lämna Kasaï. Han bosatte sig i Bryssel, där han arbetade, njöt av nattlivet och blev en aktiv UDPS-aktivist.

## Politisk karriär
I slutet av 2008 utsågs han till UDPS:s nationella sekreterare för externa förbindelser.
I november 2011 fick han en plats i nationalförsamlingen som representant för staden Mbuji Mayi i Kasaï-Oriental-provinsen. Han tog dock inte sin plats i anspråk, då han ansåg att det inte var etiskt för honom att makt efter ett val präglat av fusk.[källa behövs] Hans mandat blev snart ogiltigt för "frånvaro".
I oktober 2016 blev Tshisekedi vice generalsekreterare för UDPS.
Den 31 mars 2018 valdes han till partiledare efter sin far, som avlidit i februari 2017. Samma datum nominerades han av partiet till presidentkandidat i det kommande allmänna valet.
Den 9 januari 2019 kungjordes att Tshisekedi vunnit presidentvalet över oppositionskoalitionens kandidat Martin Fayulu och regeringspartiets kandidat Emmanuel Ramazani Shadary. Den avgående presidenten Joseph Kabila hade då suttit på posten i arton år. Fayulu bestred valresultatet efter anklagelser om riggning.
Den nya presidenten blev till en början beroende av Kabilas läger, som dominerade parlamentet. Kring årsskiftet 2020/2021 såg det dock ut som om Tshisekedi var på väg att, åtminstone delvis, frigöra sig från Kabilas grepp.